# العلاقات البيروية الهندية
العلاقات الهندية البيروفية هي العلاقات الثنائية التي تجمع بين الهند وبيرو.

## مقارنة بين البلدين
هذه مقارنة عامة ومرجعية للدولتين:
| وجه المقارنة                                              | الهند                       | بيرو                                   |
| --------------------------------------------------------- | --------------------------- | -------------------------------------- |
| المساحة (كم2)                                             | 3.29 مليون                  | 1.29 مليون                             |
| عدد السكان (نسمة)                                         | 1.35 مليار                  | 32.16 مليون                            |
| الكثافة السكانية (ن./كم²)                                 | 410.33                      | 24.93                                  |
| العاصمة                                                   | نيودلهي                     | ليما                                   |
| اللغة الرسمية                                             | اللغة الهندية، لغة إنجليزية | اللغة الإسبانية، اللغة الأيمرية، كتشوا |
| العملة                                                    | روبية هندية                 | سول بيروفي جديد                        |
| الناتج المحلي الإجمالي (بليون دولار)                      | 2.60 تريليون                | 211.39 مليار                           |
| الناتج المحلي الإجمالي (تعادل القوة الشرائية) بليون دولار | 8.00 تريليون                | 393.13 مليار                           |
| الناتج المحلي الإجمالي الاسمي للفرد دولار أمريكي          | 1.60 ألف                    | 6.03 ألف                               |
| الناتج المحلي الإجمالي للفرد دولار أمريكي                 | 5.70 ألف                    | 11.99 ألف                              |
| مؤشر التنمية البشرية                                      | 0.609                       | 0.740                                  |
| رمز المكالمات الدولي                                      | +91                         | +51                                    |
| رمز الإنترنت                                              | .in، .भारत ‏، .بھارت ‏،        | .pe                                    |
| المنطقة الزمنية                                           | ت ع م+05:30، توقيت الهند    | توقيت بيرو، 00                         |

## منظمات دولية مشتركة
يشترك البلدان في عضوية مجموعة من المنظمات الدولية، منها:
| علم المنظمة | اسم المنظمة                        | تاريخ انضمام الهند | تاريخ انضمام بيرو |
| ----------- | ---------------------------------- | ------------------ | ----------------- |
|             | يونسكو                             | 4 نوفمبر 1946      | 21 نوفمبر 1946    |
|             | الفريق المعني برصد الأرض           | ?                  | ?                 |
|             | مؤسسة التمويل الدولية              | 20 يوليو 1956      | 20 يوليو 1956     |
|             | منظمة حظر الأسلحة الكيميائية       | ?                  | ?                 |
|             | مؤسسة التنمية الدولية              | 24 سبتمبر 1960     | 30 أغسطس 1961     |
|             | منظمة التجارة العالمية             | 1995               | ?                 |
|             | وكالة ضمان الاستثمار متعدد الأطراف | 6 يناير 1994       | 2 ديسمبر 1991     |
|             | الاتحاد البريدي العالمي            | ?                  | ?                 |
|             | الاتحاد الدولي للاتصالات           | 1869               | 12 يوليو 1915     |
|             | منظمة الشرطة الجنائية الدولية      | ?                  | ?                 |
|             | الأمم المتحدة                      | 30 أكتوبر 1945     | 31 أكتوبر 1945    |
|             | البنك الدولي للإنشاء والتعمير      | 27 ديسمبر 1945     | 31 ديسمبر 1945    |
|             | المنظمة الهيدروغرافية الدولية      | ?                  | ?                 |

## وصلات خارجية
- موقع وزارة الخارجية الهندية
- موقع وزارة الخارجية البيروفية